# Georg Szelepcsényi

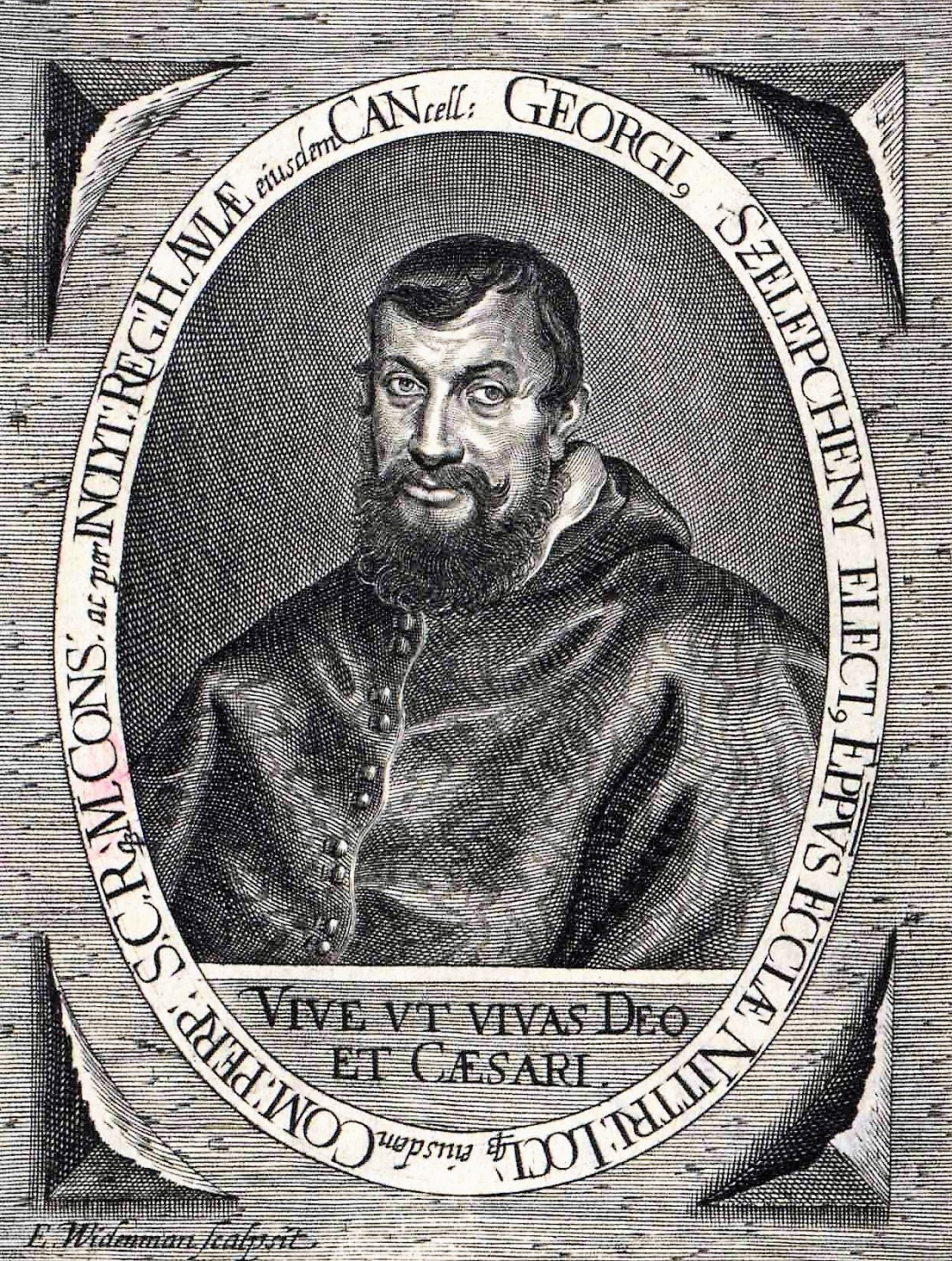
Georg Szelepcsényi (Stahlstich von Elias Widemann)

Georg Szelepcsényi (* 24. April 1595 in Szelepcseny, Königreich Ungarn; † 15. Januar 1685 in Lettowitz, Königreich Böhmen) war katholischer Priester und Erzbischof von Gran. Er war auch publizistisch tätig und ein bedeutender Vertreter der Gegenreformation.

## Leben

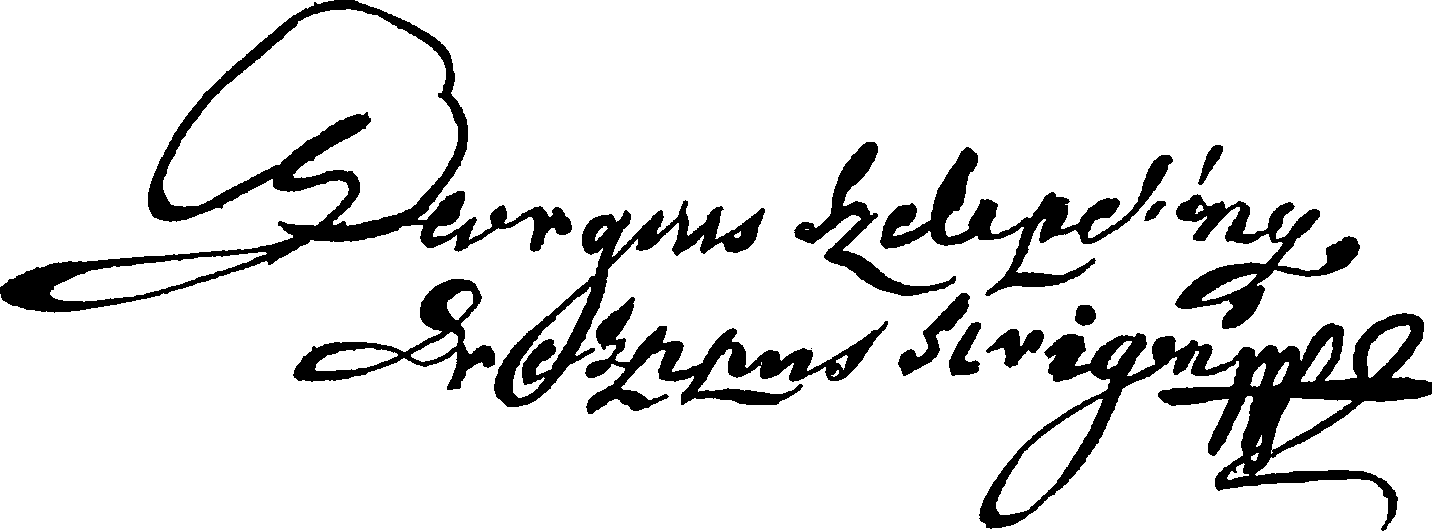
Unterschrift: Georgius Szelepcheny, archiepiskopus Strigoniensis

Georg Szelepcsényi war eines von mehreren Kindern slowakischer Leibeigener, seine Mutter hieß Zsuzsanna und war eine geborene Gyürky. Getauft wurde er in der Kirche von Barskisfalud (slow. Vieska nad Žitavou) einem kleinen Dorf etwa 10 km von Goldmorawitz entfernt, im Komitat Bars. Beide Eltern sollen infolge der Türkenkriege von Türken erschlagen worden sein. Als Waise verdingte er sich als Schweinehirt, um überleben zu können. Danach kam er in die Obhut eines entfernten Verwandten, Ladislaus Szelepcsényi der dem Kleinadel angehörte. Der Junge übernahm auch dessen Namen, Wappen und das Adelsprädikat.
Erzbischof Péter Pázmány lernte den talentierten jungen Mann während einer kanonischen Visitation im Komitat Bars im Jahre 1617 kennen. Er erkannte das Talent des Jünglings und nahm ihm mit nach Tyrnau, wo er im dortigen Jesuiten-Gymnasium eine Weiterbildung ermöglichte. 1618 schickte ihm Pázmány zu weiteren Studien an das Priesterseminar Pontificium Collegium Germanium et Hungaricum nach Rom, wo er nach seinen Studien in Theologie und Philosophie promovierte und zwei Doktorgrade erhielt. Im Jahre 1627 wurde er zum Priester geweiht.
Nach seiner Rückkehr in die Heimat machte er als Priester, jedoch auch als Diplomat eine steile Karriere. Zuerst wirkte er als Priester in Wartberg (ung. Szenc), 1536 wurde er Kanoniker in Tyrnau. Bei der feierlichen Bestattung seines Gönners und Freundes Peter Pázmány im Jahre 1637 leitete er die Trauerfeierlichkeiten und hielt auch die Traueransprache.
Am 18. April 1648 wurde er zum Bischof von Neutra und 1657 zum Erzbischof von Kalocsa ernannt. Nach dem Tode von György Lippay wurde er am 15. Januar 1666 zum Erzbischof von Gran und Primas von Ungarn ernannt. Er war einer der engsten Vertrauten und Berater von Kaiser Leopold I. Neben seiner Tätigkeit als Kirchenfürst war er auch an Regierungsgeschäften beteiligt. Ab 1644 war er Chef der Ungarischen Hofkanzlei, die damals noch in Preßburg angesiedelt war, bevor sie 1690 nach Wien umzog. Er war dreimal in diplomatischer Mission im Auftrag des Kaisers bei der Hohen Pforte in Konstantinopel (dem heutigen Istanbul). Zwischen 1670 und 1681 war er königlicher Statthalter für das Königreich Ungarn, was die höchste Würde nach dem König darstellte.
Bei der Aufdeckung der Magnatenverschwörung im Königreich Ungarn spielte Szelepcsényi eine entscheidende Rolle. László Fekete – Iványi (ung. Iványi-Fekete László) verriet die Verschwörer an den Erzbischof, der diese Informationen an den Wiener Kaiserhof weitergab.
Wegen seiner Verdienste, aber auch dank seiner geschäftlichen Fähigkeiten, erwarb er sich ein riesiges Vermögen. Dieses Vermögen nutzte er vor allem zum Wohl der Allgemeinheit. Er gründete Schulen und ließ zahlreiche Kirchen auf seine eigenen Kosten erbauen. Finanziell unterstützte er viele Pfarreien und katholische Ordensgemeinschaften. In Tyrnau gründete er ein Priesterseminar und unterstützte die Universität mit bedeutenden finanziellen Mitteln.
Szelepcsényi erreichte für die damalige Zeit ein hohes Lebensalter. Am Ende seines Lebens erkrankte er und zog sich auf seine Güter in Lettowitz in Mähren zurück. Aber auch von hier aus leitete er schriftlich seine Graner Erzdiözese und unterhielt eine rege Korrespondenz mit dem Kaiser und dem Wiener Hof. Er starb am 15. Januar 1685 auf seinem Gut in Lettowitz. Gemäß seinem eigenen Wunsch, den er auch testamentarisch bekräftigte, fand er in der Wallfahrtskirche von Mariazell seine letzte Ruhestätte. Er wurde in der dortigen Kapelle des Hl. Ladislaus beigesetzt, die er selber errichten ließ.

### Gegenreformation
Als Trauerdekade des Protestantismus in Ungarn darf das Jahrzehnt zwischen 1671 und 1681 bezeichnet werden. Wenn es nach dem Willen der von György Szelepcsényi geführten Jesuitenpartei innerhalb der Römischen Kirche gegangen wäre, so hätte der Protestantismus in Ungarn in dieser Zeit mit seiner gänzlichen Vernichtung rechnen müssen. Szelepcsényi war als – ein von Jesuiten erzogener überzeugter Katholik – ein Verfechter der Gegenreformation. Er war bereit, den zwischenzeitlich auch in Königreich Ungarn etablierten Protestantismus – mit Hilfe des katholischen habsburgischen Kaisers – auch gewaltsam zurückzudrängen.
Leopold I. konstituierte ein „Sondergericht“, das unter dem Vorsitz von Szelepcsényi (in seiner Eigenschaft als Erzbischof von Gran) stand. Unter der Leitung von Szelepcsényi und seines Nachfolgers Leopold Kollonich (damals in seiner Eigenschaft als Präsident der Ungarischen Hofkammer) wurden in den Jahren 1673/74 „Schauprozesse“ in Tyrnau (slow. Trnava, ung. Nagyszombat) inszeniert, in welchen die Protestanten – Lutheraner und Calviner gleichermaßen – massenweise vorgeführt und verurteilt wurden. Damit hofften die katholischen Würdenträger, die lutherischen und calvinistischen „Häretiker“ ein für alle Mal auszurotten.
Bereits am 25. September 1673 wurden 33 evangelische Prediger und zahlreiche Schullehrer vor dieses Gericht zitiert und wegen „Majestätsbeleidigung“ und Zusammenarbeit mit den (als evangelisch geltenden) Kuruzen angeklagt. Außerdem wurden sie der Kollaboration mit den Osmanen beschuldigt.
Einige von ihnen wurden zum Tode verurteilt. Man legte ihnen zur verbindlichen Unterschrift ein Reversal vor, wonach sie
- entweder das Land verlassen mussten oder
- ihre Tätigkeit als evangelische Prediger aufgeben
- und zum Katholizismus konvertieren

Jene, welche bereit waren dieses Reversal zu unterzeichnen, sollten freigelassen werden. Von den Vorgeladenen haben die meisten unterschrieben. Nach diesem ‚Erfolg‘ wurden am 5. März 1674 weitere 730 protestantische Prediger und Lehrer vor das Sondergericht vorgeladen. Die Anschuldigungen waren dieselben wie im vergangenen Jahr. Es gab jedoch mehrere Prediger, die nicht bereit waren, das Reversal zu unterzeichnen. Die wurden am 4. April 1674 zum Tode verurteilt. Ein Aufschrei der Empörung brauste durch das protestantische Europa.
Der kaiserliche Hof in Wien konnte diese radikale Position des katholischen Klerus nicht hinnehmen. Rücksichtnahmen auf die protestantischen Fürsten im Deutschen Reich, sowie seiner protestantischen Bundesgenossen England und Holland, die er im Kampf gegen den türkischen Sultan und Frankreich brauchte, zwangen Kaiser Leopold I. einen liberaleren Standpunkt einzunehmen.
Daraufhin wurden die Todesurteile in schwere drakonische Kerkerstrafen umgewandelt. 1675 wurden die Betroffenen als Galeerensträflinge in die Sklaverei nach Neapel verkauft.

### Türkenkrieg und Belagerung Wiens 1683
Szelepcsényi war ein entschlossener Gegner des Islam. Seinem diplomatischen Geschick ist es zu verdanken, dass sich in Europa eine antitürkische Union bildete. Er prophezeite die Belagerung Wiens und deshalb begab er sich in diplomatischer Mission im Auftrag des Kaisers nach Polen, wo er um die Teilnahme der polnischen und litauischen Streitkräfte warb.
Als Reaktion auf die osmanischen Kriegsvorbereitungen und auf Drängen von Szelepcsényi, das auch von Papst Innozenz XI. unterstützt wurde, ging der damalige König von Polen Johann III. Sobieski am 1. April 1683 ein Defensivbündnis mit Kaiser Leopold I. ein. Sobald den König die Nachricht von dem türkischen Feldzug Richtung Wien erreichte, erließ er das allgemeine Adelsaufgebot und machte sich auf den Weg, um die bedrohte Reichshauptstadt zu befreien. Damit griff er entscheidend in die Geschichte Europas ein. Seine polnische Armee schlug mit seinen Verbündeten 1683 das osmanische Heer in der Schlacht am Kahlenberg entscheidend.
Bereits Anfang Mai 1683 kam Szelepcsényi nach Preßburg, wo er eine Heilige Messe vor den versammelten Truppen zelebrierte und den Verteidigern Wiens seinen Segen erteilte. Im Sommer 1683 unterstützte er die christlichen Heere mit 493.000 Gulden aus seiner Privatschatulle. Außerdem unterstützte er die christlichen Heere mit Lebensmitteln aus seinen böhmischen und mährischen Gütern im geschätzten Wert von rund 170.000 Gulden.
Am 12. September 1683 besiegten die christlichen Heere die türkische Übermacht. Als Erinnerung an diesen Sieg erhob Papst Innozenz XI. diesen Tag zum Fest Mariä Namen, das auch heute noch in katholischen Gebieten als Feiertag gehalten wird.
Erzbischof Szelepcsényi erwarb sich wegen seines geistigen Beistandes sowie seiner finanziellen und materiellen Hilfe den Ehrentitel "Retter Wiens".